# IC 5115
IC 5115 ist eine Spiralgalaxie mit aktivem Galaxienkern vom Hubble-Typ Sbc im Sternbild Pegasus nördlich des Himmelsäquators. Sie ist schätzungsweise 494 Millionen Lichtjahre von der Milchstraße entfernt und hat einen Durchmesser von etwa 55.000 Lj.
Das Objekt wurde am 12. September 1896 von Lewis Swift entdeckt.